# Nanauatzin

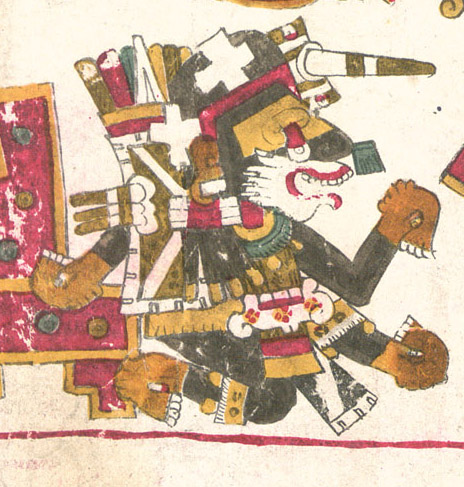
Nanahuatzin rappresentato nel Codice Borgia. Come mostra il disegno, è cieco e ha zampe di coyote.

Il dio Nanauatl (o Nanauatzin, il suffisso tzin indica rispetto o familiarità, in nahuatl classico Nānahuātl) secondo la mitologia azteca, si sacrificò nel fuoco per poter continuare a brillare sulla Terra, diventando così il dio del Sole.
Nella mitologia azteca si trovano diversi miti relativi alla creazione. Nella leggenda di Quetzalcoatl, Nanauatl aiuta Quetzalcoatl ad ottenere i primi semi di quello che diventerà il cibo dell'umanità.
Di Nanauatl si parla anche nella  "leggenda del quinto sole", come riscritta da Sahagun.

## La leggenda del quinto sole

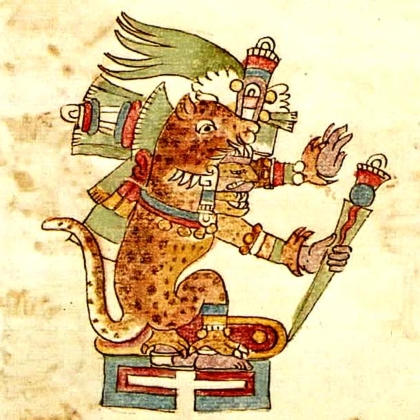
Illustrazione di Nanauatzin

Secondo questa leggenda ci furono quattro fasi della creazione, durante le quali alcune delle divinità maggiori (Tezcatlipoca, Quetzalcoatl, Tlaloc, Chalchutlicue) assunsero, a turno,  il ruolo del sole. Ognuna di queste fasi ebbe termine perché nessuno degli dei fu soddisfatto degli uomini che aveva creato. Finalmente, però, l'uomo fu creato dalle ossa dei morti e quando fu il momento di cercare qualcuno che potesse essere il sole, nessuno degli dei accettò, perché avrebbe dovuto essere sacrificato. Tecciztecatl infine, spinto dal proprio orgoglio, accettò. Gli dei decisero che avevano bisogno anche di qualcun altro e scelsero Nanauatl, e lui accettò perché lo sentì come suo dovere.
Tecciztecatl offrì regali preziosi e corallo, invece del proprio sangue, come invece avrebbe fatto Nanauatl.
Gli dei accesero un grande fuoco, che doveva bruciare per quattro giorni. Quando venne il momento per Tecciztecatl di saltare nel fuoco, ebbe paura e sbagliò per quattro volte, perché il calore era talmente forte che lui ebbe paura di saltare. Allora gli dei chiamarono Nanauatl. Lui chiuse gli occhi, controllò la paura e saltò. Quando Tecciztecatl lo vide saltare, il proprio orgoglio ferito lo convinse a seguirlo.
All'inizio non successe niente, ma poco dopo due soli apparvero nel cielo. Gli dei erano arrabbiati perché Tecciztecatl continuava a seguire Nanauatl e tutti e due brillavano allo stesso modo, così, uno degli dei prese un coniglio e lo gettò in faccia a Tecciztecatl. Lui perse il suo splendore ed il coniglio rimase impresso sulla sua faccia. Diventò così la luna e la luna ha ancora segnata sulla propria superficie l'immagine di un coniglio.
Il sole che rimase, però, era immobile. Gli dei accettarono il fatto che dovevano morire, perché gli uomini potessero vivere. Il dio Ehecatl, dio del vento, sacrificò tutti gli dei e poi, con una potente raffica di vento, fece muovere il sole. Per questo gli uomini devono ripagare gli dei del loro sacrificio.

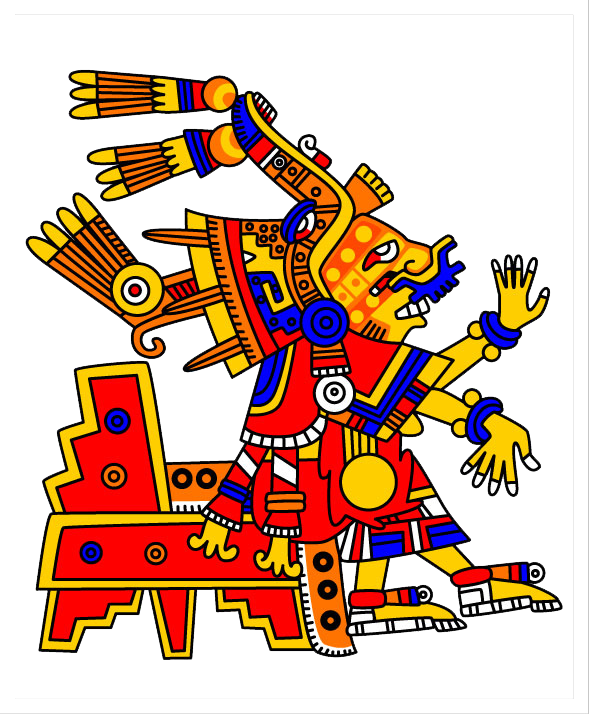
Xochit Siwat (Xochicihuatl, ovvero Signora dei Fiori), sorella di Nanahuatzin, potrebbe essere un aspetto di Xochiquétzal, Dea dei Fiori.

Un aspetto importante di questa leggenda è quello legato alla morte degli dei. Gli dei aztechi non avevano un vero e proprio potere terreno, perché erano morti ed esistevano solo nel mondo spirituale, al punto che tutti loro, eccetto Ehecatl, dovevano usare uno specchio magico di ossidiana per poter vedere il mondo. Ehecatl, il vento, diventò il simbolo delle forze della natura: non possiamo vederlo, ma possiamo sentire la sua potenza.
Gli aztechi predissero il termine del Quinto Sole per il 21 dicembre 2012.

## Tradizione Pipil
Una donna dormiva ma la sua testa volò via e la testa finì in una buca; lì nacque una pianta di jícara. Da quella pianta nacquero 4 persone: due ragazzi, poi una ragazza che si chiamava Xochit Siwat ("Signora dei Fiori") e infine nacque Nanahuatzin.
C'era una volta una signora di nome Tantepus Lamat che allevò i 4 ragazzi finché, un giorno, non trovò un amante.
Visto che la signora non pensava più a loro, visto che c'era un amante, Nanahuatl e la compagnia ebbero l'idea brillante di vendicarsi quindi uccisero l'amante della balia e lo fecero mangiare alla balia dicendo che era carne di cervo. Lei scoprì l'inganno e morì.
Poi passarono gli anni e la solita compagnia di Nanahuatl trovò una montagna piena di mais. I fratelli di Nanahuatl, ambiziosi, tentarono di aprire la montagna, ma invano.
Allora ci provò anche Nanahuatl e riuscì ad aprirla, ma ci finì chiuso dentro per sempre.